# Alebroides medius
Alebroides medius är en insektsart som beskrevs av Irena Dworakowska 1997. Alebroides medius ingår i släktet Alebroides och familjen dvärgstritar. Inga underarter finns listade i Catalogue of Life.